# Teorema del collage

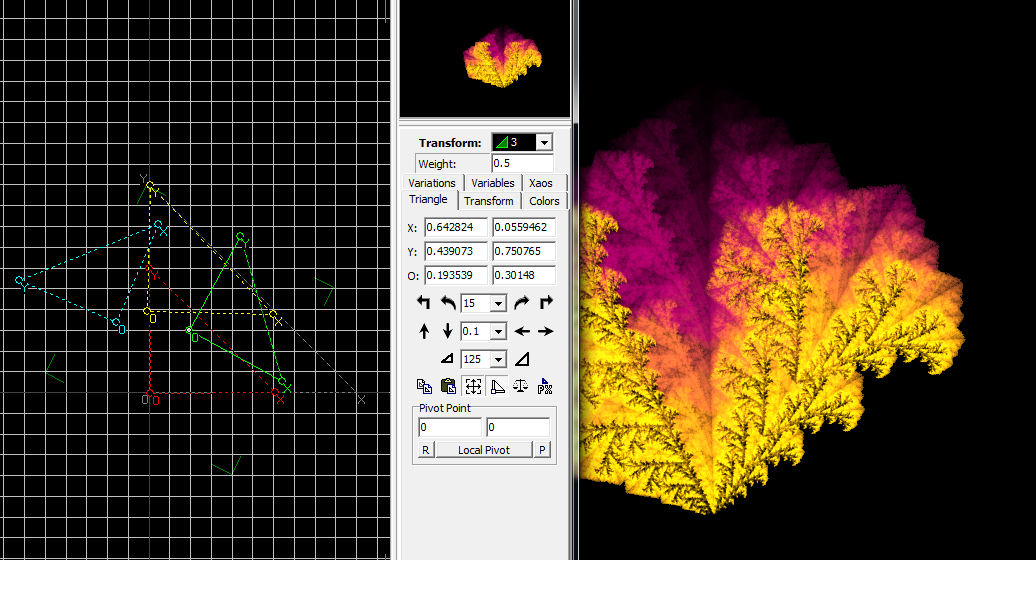
Imagen hecha con un atractor a partir de la de una hoja de árbol.

En matemáticas, el teorema del collage caracteriza a un sistema iterativo de funciones cuyo atractor es cercano, según la distancia de Hausdorff, a un conjunto dado. El sistema iterativo de funciones descrito está compuesto por contracciones cuyas imágenes, como un collage o una unión al representar el conjunto dado, están arbitrariamente cerca del conjunto dado. Normalmente se utiliza en compresión fractal.

## Definición
Sea {\displaystyle \mathbb {X} } un espacio métrico completo. Supóngase que {\displaystyle L} es un subconjunto compacto y no vacío de {\displaystyle \mathbb {X} } y sea {\displaystyle \epsilon >0} un valor dado. Elíjase un sistema iterativo de funciones (SIF) {\displaystyle \{\mathbb {X} ;w_{1},w_{2},\dots ,w_{N}\}} con factor de contractividad {\displaystyle 0\leq s<1}. El factor de contractividad del SIF es el máximo de los factores de contractividad de las aplicaciones {\displaystyle w_{i}}. Supóngase ahora que
{\displaystyle h\left(L,\bigcup _{n=1}^{N}w_{n}(L)\right)\leq \varepsilon ,}
donde {\displaystyle h(\cdot ,\cdot )} es la métrica de Hausdorff. Entonces
{\displaystyle h(L,A)\leq {\frac {\varepsilon }{1-s}}}
donde A es el atractor del SIF. Equivalentemente,
{\displaystyle h(L,A)\leq (1-s)^{-1}h\left(L,\cup _{n=1}^{N}w_{n}(L)\right)\quad }, para todos los subconjuntos compactos L no vacíos de {\displaystyle \mathbb {X} }.
De manera informal, si {\displaystyle L} está cerca de ser estabilizado por el SIF, entonces {\displaystyle L} también está cerca de ser el atractor del SIF.